# Chapanlū
Chapanlū (persiska: چپنلو, Chabīnlū, چبینلو) är en ort i Iran.   Den ligger i provinsen Östazarbaijan, i den nordvästra delen av landet, 500 km väster om huvudstaden Teheran. Chapanlū ligger 1 777 meter över havet och antalet invånare är 224.
Terrängen runt Chapanlū är platt norrut, men söderut är den kuperad. Terrängen runt Chapanlū sluttar västerut. Runt Chapanlū är det ganska glesbefolkat, med 22 invånare per kvadratkilometer. Närmaste större samhälle är Bolūkābād, 3,4 km väster om Chapanlū. Trakten runt Chapanlū består i huvudsak av gräsmarker.